# Aperture (revista)
Aperture es una revista trimestral y una editorial con sede en Nueva York, especializada en fotografía. Su nombre hace referencia a la apertura (aperture) del diafragma en una cámara fotográfica.
Fue fundada en 1952 por Minor White, Ansel Adams, Dorothea Lange, Barbara Morgan, Nancy Newhall, Beaumont Newhall, Melton Ferris y Dody Warren. El primer número presentó en su portada una fotografía de Dorothea Lange e incluyó dos artículos: uno sobre la captura fotográfica de Nancy Newhall y otro sobre fotografía con cámaras pequeñas, escrito por Minor White. La revista surgió inspirada en Camera Work, fundada por Alfred Stieglitz, y se caracterizó por influencias del arte abstracto y el simbolismo. Entre sus colaboradores figuraron jóvenes fotógrafos como Brett Weston, Paul Caponigro o Aaron Siskind. En sus páginas se publicó también un monográfico sobre Diane Arbus un año antes de su muerte.
En 1964 la revista dejó de editarse tras la retirada de Minor White, pero reanudó su publicación poco después bajo la dirección de Michael E. Hoffman. En 1965 se inició la actividad editorial de Aperture con un primer volumen dedicado a Edward Weston. Desde 2009, tanto la revista como la editorial dependen de la Aperture Foundation, una organización artística sin ánimo de lucro.